# Irene Zoe Alameda
Irene Zoe Alameda Nieto (Madrid, 1974) es una escritora, cineasta y compositora española. Alcanzó la fama en 2013 con la novela experimental WA. Últimos días de Warla Alkman.

## Biografía
Como escritora y cineasta se doctoró en Literatura por la Universidad de Columbia. Con anterioridad había estudiado Filología Hispánica en la Universidad Complutense de Madrid y pasó cuatro semestres con una beca Erasmus en la Rheinische Friedrich-Wilhelms-Universität Bonn, donde la contrataron después como profesora de español. Ha trabajado además como profesora en la Universidad de Suffolk, la Universidad Carlos III de Madrid y en el CSIC.
Ha trabajado como guionista, ayudante de dirección, productora, compositora y directora de arte en varios cortometrajes. Escribió, dirigió, produjo y compuso la banda sonora original de todos sus cortometrajes: Tarde de homenaje (EE. UU. 2002), Buen Viaje (España, 2008), Uniformadas (España, 2010) y Jaisalmer (India, 2012). En el 2018 se estrenará su largometraje La cinta de Álex.
Su cortometraje Buen Viaje recibió varios premios y fue exhibido en varios festivales, tanto en España como en el extranjero. Igualmente su corto Uniformadas recibió algunos premios internacionales (ver sección de premios).
Además de su carrera cinematográfica, ha publicado varios relatos y cuatro libros: las novelas Sueños Itinerantes (Seix Barral, 2004), WA. Últimos días de Warla Alkman (Edhasa, 2013), y los ensayos Escribir en la posguerra (Michigan University Press,  2004) y Artista y criminal (Castalia, 2011). Se ha iniciado en el género de la poesía con Antrópolis (Ars Poética, 2017). Su novela Conexión Senegal  (Ediciones del Genal, 2017) se seleccionó dentro del programa «Librería sobre Ruedas», promovido por la Empresa Municipal de Transportes de Málaga; de cada obra seleccionada se distribuyen 10.000 ejemplares.
Su novela Sueños itinerantes fue muy alabada por la crítica y de ella han dicho que muestra “registros portentosos, ambición inconmensurable, un potencial verbal sin límites y un estilo invisible capaz de describir el desquiciamiento mental de nuestro tiempo” (Francisco Solano, El País). De igual modo, su novela multimedia Warla Alkman ha sido aclamada por la crítica: "Llegar al final junto a Warla (y su hermano) merece la pena. Las últimas páginas son excelentes, y justifican por sí solas el empeño de su protagonista, ese personaje siempre al borde del abismo y la fatalidad." (José de María Romero Barea). También ha traducido al español el libro de poemas Escena de amor en limusina y compañía (Libros de Modelo Nuevo, 2002), y las novelas La fiera indomable (Martínez Roca, 2007) y Obras selectas de T.S. Spivet (Seix Barral, 2010).
Ha publicado un álbum de música, Who Reads Future? (2012) con el grupo de música pop electrónica Reber, donde actúa como Galatha y para el que ha escrito todas las canciones. Según el director radiofónico de Onda Pop Jesús María López, "La voz fría y robótica de Galatha combina perfectamente con el ritmo retro futurista de Reber, que aúna el más íntimo Beck y la mayoría del dazzling vibe de The Killers".  
Fue directora del Instituto Cervantes en Estocolmo, Suecia, durante doce meses (2009–2010). Trabaja actualmente como profesora universitaria en los Estados Unidos.

## WA, últimos días de Warla Alkman
Irene Zoe Alameda trabajó en su segunda novela, WA, últimos días de Warla Alkman, durante nueve años. En ella combina textos literarios tradicionales, música, vídeos, códigos BIDI y enlaces de Internet a sitios reales, todo creado por un único autor, ella misma.
El 4 de enero de 2013, el editor de la novela, Daniel Fernández (presidente de Edhasa y presidente de la Asociación de Editores Españoles) anunció que la publicación de WA, últimos días de Warla Alkman sería uno de los acontecimientos literarios más importantes del año. Según sus palabras Warla Alkman era “una arriesgada, pero extremadamente brillante novela metaliteraria".

## Amy Martin y la Fundación Ideas
El 23 de enero de 2013, el diario El Mundo publicó una exclusiva en la que informaba que la novelista Irene Zoe Alameda era quien estaba detrás del seudónimo Amy Martin. Bajo este seudónimo, la Fundación Ideas (un laboratorio de ideas asociado con el Partido Socialista Obrero Español) había publicado una serie de artículos y reportajes en la sección en línea de su web  “Amy Martin Observador Global”. Alameda emitió una declaración pública y reconoció al periódico El País ser Amy Martin. Dio como explicación que formaba parte de una representación para crear personajes reales y sobrepasar los límites entre la realidad y la ficción, todo ello de cara a su siguiente novela: WA, últimos días de Warla Alkman.
Por esos artículos había cobrado irregularmente 3000 euros por cada uno, y su exmarido, Carlos Mulas, fue considerado inicialmente responsable por contratarla, aunque más tarde se demostró que no había tenido nada que ver, según la propia Alameda, que había sido contratada mediante agente literario. Ella obtuvo en total 60.000 euros por 14 artículos sobre temas variados: política en Nigeria, Fukushima o consejos sobre la felicidad. El 24 de enero de 2013 confesó a El País haber firmado artículos para la Fundación Ideas como Amy Martin. En ese mismo mes, donó todo el dinero que su agente literario había facturado a la Fundación Ideas, a fin de evitar posteriores controversias con los medios.
Como Amy Martin escribió en colaboración el libro 55 términos para el progreso (España, Fundación Ideas, 2011) y publicó asimismo para el diario Público. Estos trabajos están disponibles en su página web.
En su última entrevista sobre la novela, Alameda explicó que su representación fue un intento real de eliminar las barreras entre verdad y ficción. Quería que su novela WA, últimos días de Warla Alkman fuera realmente novedosa y trascendiera los límites de la literatura tradicional. Quería ir más allá del formato tradicional y crear una ficción global híbrida y digital, dhigloficción. Siempre según su explicación, es por lo que combinó técnicas nuevas de expresión y decidió crear alter egos como personajes reales, incluyendo a la estrella del pop Galatha y la escritora de superventas Amy Martin. 
La controversia en los medios de comunicación alrededor de esta representación retrasó la publicación de la novela de abril a noviembre del 2013, pero finalmente la novela multimedia WA, últimos días de Warla Alkman se presentó al público en el FNAC de Madrid y Barcelona en enero de 2014, con la participación de Juan Cruz, el subdirector de El País, y el escritor David Barba.
La novela recibió el respaldo de la crítica. Por ejemplo, José Romero Barea escribió en Luz Cultural que "Irene Zoe Alameda pertenece a esa clase de autores que necesita romper libremente las limitaciones de la tradición literaria". En la reseña publicada por Ricardo Senabre en El Cultural, este crítico reconoce que es "sin duda una escritora de talento, pero quizás excesivamente ambiciosa". Critica, no obstante, la novela por ser pretenciosa, sin resultados interesantes y por esparcir al azar en ella algunas notas eruditas.

## Libros
- WA. Últimos días de Warla Alkman (2013). Novela.
- Sueños itinerantes (2004). Novela.
- Escribir en la posguerra (2004). Ensayo.
- Artista y criminal. Voces subversivas en la posguerra (2011). Ensayo.
- Conexión Senegal (2017). Novela.
- Antrópolis (2017). Poesía.

## Películas
- La cinta de Álex (2020). Largometraje. Directora y guionista.[20]
- Tiempo (2014). Cortometraje. Directora y guionista.[21]
- Jaisalmer (2012). Cortometraje. Directora y guionista.[22]
- Uniformadas (2010). Cortometraje. Directora y guionista
- Buen Viaje (2008). Cortometraje. Directora y guionista[23]
- Tarde de homenaje (2002). Cortometraje. Directora y guionista[24]

## Música y Reber
Irene Zoe Alameda es también una compositora de música e intérprete. Es la autora de las bandas sonoras de sus cortos Tarde de homenaje, Buen viaje y Uniformadas.
En el 2011 fundó la banda de popo electrónico Reber, compuesta por dos músicos hermanos Galatha y Golem (alter egos musicales de Irene Zoe Alameda y su hermano Daniel Alameda). Su primer álbum Who reads future? se publicó en julio de 2012. Sus canciones There UR, Julia, Think of Me y The Protester se dieron a conocer en emisoras de radio españolas. El grupo dio conciertos en Madrid, Barcelona y San Sebastián. Miles de fanes de todo el mundo siguen sus vídeos futurista a través del canal Reber en YouTube.
Un nuevo sencillo titulado Mad City así como un nuevo vídeo se publicaron en diciembre de 2014, como parte de un nuevo álbum The Future Maker que se presentó en febrero de 2015 en descarga gratis para sus seguidores en el Día de San Valentín.

## Premios
| Año  | Premio                                                 | Festival                                                                      | Película    |
| ---- | ------------------------------------------------------ | ----------------------------------------------------------------------------- | ----------- |
| 2013 | Mejor cortometraje documental                          | Certamen Soundub, Madrid-España                                               | Jaisalmer   |
| 2012 | Premio de audiencia al mejor cortometraje              | Film Femmes Méditerranée Francia                                              | Uniformadas |
| 2012 | Mejor cortometraje                                     | Festival de Naciones, Ebensee - Austria                                       | Uniformadas |
| 2011 | Mejor guion                                            | Festival de Cortometraje Mediterráneo, Tánger - Marruecos                     | Uniformadas |
| 2011 | Mejor cortometraje                                     | Festival de Cine de Malescorto, Italia                                        | Uniformadas |
| 2011 | Mejor cortometraje                                     | Inquietarte, España                                                           | Uniformadas |
| 2011 | Segundo premio                                         | Pentedattilo Festival de Cine de Pentedattilo, Reggio Calabria - Italia       | Uniformadas |
| 2011 | Mejor cortometraje                                     | Festival de Milán– Italia                                                     | Uniformadas |
| 2011 | Mejor cortometraje                                     | Festival del Mar- Mallorca, España                                            | Uniformadas |
| 2011 | Premio de la crítica a la mejor película corta.        | Festival de Cine de Alicante – España                                         | Uniformadas |
| 2011 | Mejor cortometraje, mejor guion y mejor cinematografía | Festival de Cine de Laguardia, La Rioja España                                | Uniformadas |
| 2011 | Mejor cortometraje                                     | FICIIQQ – Chile                                                               | Uniformadas |
| 2011 | Mejor cortometraje                                     | Pecca de Oro, Sevilla - España                                                | Uniformadas |
| 2010 | Candidata a mejor cortometraje                         | Premios Goya. Academia de las Artes y las Ciencias Cinematográficas de España | Uniformadas |
| 2010 | Mención honoraria                                      | Festival de Cine de Rochester, Reino Unido                                    | Buen Viaje  |
| 2009 | Mejor cortometraje                                     | Festival de Cortometraje Internacional de Calasparra - España                 | Buen Viaje  |